# Ecequeria
Ecequeria ou Ekekheiría (em grego Ἐκεχειρία), na mitologia grega, era uma daemon que personificava a trégua e o cessar das hostilidades. Estava intimamente relacionada com a deusa Irene, a paz. Ela era homenageada em Olímpia, durante os Jogos Olímpicos, quando era declarada uma trégua geral entre os estados da Grécia. Foi representada numa estátua na entrada do templo de Zeus, coroando o rei Ifito. Possivelmente filha de Zeus ou de Éris, a discórdia, ou de Nix, sem união sexual.